# Iugoslávia nos Jogos Olímpicos de Inverno de 1924
O Reino da Iugoslávia foi representado na edição inaugural dos Jogos Olímpicos de Inverno em 1924 em Chamonix, França, com uma delegação de quatro competidores.

## Esqui cross-country
| Evento          | Nome             | Resultado | Posição |
| --------------- | ---------------- | --------- | ------- |
| 18 km masculino | Zdenko Švigelj   | 1:50:27.0 | 32º     |
| 18 km masculino | Vladimir Kajzelj | 2:00:43.0 | 34º     |
| 18 km masculino | Dušan Zinaja     | 2:12:19.4 | 36º     |
| 18 km masculino | Mirko Pandaković | DNF       | –       |
| 50 km masculino | Dušan Zinaja     | DNF       | –       |
| 50 km masculino | Mirko Pandaković | DNF       | –       |
| 50 km masculino | Zdenko Švigelj   | DNF       | –       |
| 50 km masculino | Vladimir Kajzelj | DNF       | –       |